# Goudomp
Goudomp è un centro abitato del Senegal, situato nella Regione di Sédhiou e capoluogo del Dipartimento di Goudomp.